# Şeref Osmanoğlu

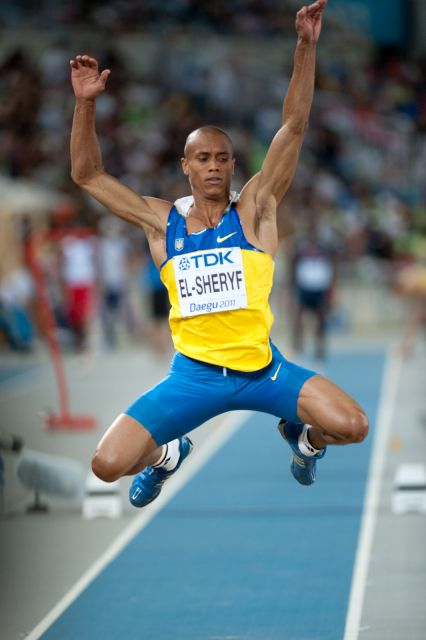
Scheryf El-Scheryf bei den Weltmeisterschaften 2011

Şeref Osmanoğlu (Geburtsname Scheryf El-Scheryf, ukrainisch Шериф Ель-Шериф, engl. Transkription Sheryf El-Sheryf; * 2. Januar 1989 in Simferopol) ist ein türkischer Dreispringer ukrainischer Herkunft.
2011 siegte er bei den U23-Europameisterschaften in Ostrava und wurde Zwölfter bei den Weltmeisterschaften in Daegu.
2012 schied er bei den Hallenweltmeisterschaften in Istanbul in der Qualifikation aus und gewann Silber bei den Europameisterschaften in Helsinki. Bei den Olympischen Spielen in London kam er nicht über die erste Runde hinaus.

## Persönliche Bestleistungen
- Weitsprung: 8,05 m, 28. Mai 2012, Jalta
  - Halle: 7,82 m, 21. Januar 2008, Kiew
- Dreisprung: 17,72 m, 17. Juli 2011, Ostrava (türkischer Rekord: 16,74 m, 31. Mai 2015, Mersin)
  - Halle: 16,81 m, 18. Februar 2012, Sumy